# عرف
العرف بالضم وسكون الراء هو العادة، وهو يشمل العرف العام والعرف الخاص، وغلب إطلاقه على العرف العام. والعادة ثلاثة أنواع العرفية العامة والخاصة والشرعية. وقد يفرق بينهما باستعمال العادة في الأفعال والعرف في الأقوال.

## تعريف
العادة اطراد سلوك الناس في مسألة معينة على نحو خاص بحيث تنشأ منه قاعده قانونية غير مسنونة والتي تتصل اتصالا مباشرا بالجماعة وتعتبر وسيلة فطرية لتنظيم تفاصيل المعاملات ومقومات المعايير التي يعجز التشريع عن تناولها بسبب تشعبها أو استعصائها.